# Muzeum v Telči
Muzeum v Telči (oficiálně Muzeum Vysočiny Jihlava, pobočka Telč) je muzeum ve stejnojmenném městě. Je členem Asociace muzeí a galerií. 

## Historie muzea
Muzeum Telč patří mezi nejstarší muzea založená na jihozápadní Moravě. První kroky k založení tohoto muzea byly podniknuty v roce 1885 a 25. prosince 1886 bylo zpřístupněno veřejnosti. Muzeum bylo založeno především zásluhou Jaroslava Janouška a Jana Beringera. Jaroslav Janoušek byl profesorem vyšší zemské reálky v Telči a Jan Beringer byl jeho kolegou. Mimo nich zde působila řada významných pracovníků doby, mezi něž patřil Emil Šolc, Karel Jaroslav Mašek nebo Jan Tiray.
Již od počátku se činnost muzea zaměřovala na sběr, evidenci a dokumentaci regionálního materiálu. Původně muzeum sídlilo v budově radnice, odkud se v roce 1893 přestěhovalo do jezuitské koleje. V roce 1963 znovu změnilo prostory, kdy od tohoto roku až do roku 2018 sídlilo v jihozápadním křídle státního zámku v Telči. Od roku 2018 sídlí v Univerzitním centru Masarykovy univerzity v Telči.
Původně byla činnost muzea řízena muzejním spolkem v Telči, potom MNV v Telči a OKV v Třešti a v roce 1963 se stalo pobočkou Muzea Vysočiny v Jihlavě.

## Expozice
Stálá expozice tohoto muzea nese název Život a práce lidu Telčska. Mezi významné exponáty patří model města z roku 1895, který byl vyroben k příležitosti Národopisné výstavy, kde získal bronzovou medaili. Dále pohyblivý betlém manželů Vostrých z 2. poloviny 19. století, popravčí meč ze 14. století, soubor svatebních praporů nebo horácký lidový kroj. V muzeu je také selská jizba, která představuje život na venkově v 19. století.